# Olšany, Šumperk
Olšany là một làng thuộc huyện Šumperk, vùng Olomoucký, Cộng hòa Séc.